# Bappa Sergent (district)
Bappa Sergent est l'un des districts de la sous-préfecture de Sangaredi, situé dans la préfecture de Boké en république de Guinée,,.

## Géographie

### Démographie
- En 2014, le district comptait 17 952 habitants selon les RGPH 2014[4].